# Nisa (Turkmenistan)
Nisa (turkm. Gadymy Nusaý) – stanowisko archeologiczne niedaleko Aszchabadu w Turkmenistanie. Zachowały się tu ruiny starożytnego miasta Partów.
Nisa była ważnym ośrodkiem miejskim już na przełomie VI i V wieku p.n.e., jednak szczególny rozkwit miasta przypada na okres między III wiekiem p.n.e. a III wiekiem n.e., to jest czasy Arsacydów, i ponownie na V wiek n.e. Największy rozwój miasta przypada na okres panowania założyciela dynastii Arsacydów Arsakesa, który tutaj założył stolicę swojego imperium, a za czasów partyjskich pełniło rolę królewskiej nekropolii. W II wieku p.n.e. Mitrydates I zmienił nazwę miasta na Mitradatkert, co oznacza miasto Mitrydesa. W 651 roku Nisę zdobyli Arabowie.
Do naszych czasów dotrwały pozostałości warownej cytadeli z czasów partyjskich (twierdza Nowa Nisa), fragmenty murów z basztami oraz resztki rezydencji Arsacydów, a także świątyni z kolumnowymi portykami (wykazującymi wpływy hellenistyczne) i skarbca. Niedaleko Nowej Nisy znajdowało się także grodzisko Stara Nisa.
Budowle w Nisie wznoszono z cegły suszonej, a kolumny z cegły palonej. W samych ruinach odkryto kamienne i ceramiczne podstawy kolumn, terakotowe kapitele, gzymsy i reliefowe płyty, a także liczne marmurowe rzeźby i wyroby rzemiosła artystycznego m.in. z kości słoniowej i srebra. W archiwum królewskim w Nisie z I wieku p.n.e. znaleziono też ok. 1500 dokumentów spisanych na ostrakonach.
W 2007 roku kompleks ruin w Nisie wpisano na listę światowego dziedzictwa UNESCO.